# Muri Jolán Lujza lunai grófné
Muri Jolán Lujza (Katalónia, 1403 után – Barcelona, 1467), katalánul: Violant Lluïsa de Mur, spanyolul: Violante Luisa de Mur, olaszul: Iolanda Luïsa di Mur, Albi bárónője, Luna és Jérica (katalánul: Xèrica) grófnéja, Quinto bárónéja és Sogorb (spanyolul: Segorbe) úrnője. Aragóniai Frigyes aragón és szicíliai trónkövetelő felesége, I. (Ifjú) Márton szicíliai király menye és Dalmau de Mur (1376–1456) zaragozai érsek unokahúga.

## Élete
Édesapja Acard Pere de Mur (–1415), Albi bárója, valamint Cagliari és Gallura kormányzója volt Szardíniában. Édesanyja Cardonai Elfa (–1420) grófnő volt, aki I. Hugónak (1330–1400), Cardona grófjának és Luna Beatrixnak a lányaként jött a világra. Jolán Lujza az anyai nagyanyja, Luna Beatrix révén, aki Pedro Martínez de Luna, Pola és Almonacid de la Sierra ura és Aragóniai Elfa (1340–1380 után) jéricai bárónő házasságából származott, I. Jakab aragón király 7. leszármazottja volt. Aragóniai Elfa I. Péter (1302–1362) jéricai báró lányaként az aragón királyi ház ún. jéricai ágából származott, miután I. Péter báró I. Jakab aragón királynak és 3. feleségének, Teresa Gil de Vidaure úrnőnek, akit 2. felesége, Árpád-házi Jolán halála után titokban vett feleségül, volt a dédunokája. Jolán Lujza a szardíniai Arborea királyának (judex), II. Hugónak (–1335) a szépunokája (5. leszármazott) is volt, annak lánya, Arboreai Bonaventura (–1375/78) révén, aki I. Péter jéricai báróhoz ment feleségül 1331-ben, és az ő lányuk volt Aragóniai Elfa, Jolán Lujza dédanyja. 
Jolán Lujza anyja, Cardonai Elfa két házasságot kötött. Első férje Aragóniai János (1375–1401), Empúries grófja, IV. Péter aragón király lányának, Johanna aragón infánsnőnek (1344–1385) volt a fia, de házasságuk gyermektelen maradt. Másodszor Acard Pere de Murhoz ment feleségül, akinek egy fiatalon meghalt fiút és két lányt szült. Idősebb lányuk Jolán Lujza, míg kisebbik lányuk Valentina volt, aki Carles de Guevara escalantei úr felesége lett. Apja halála után Jolán Lujza 1415-ben megörökölte az Albi báróságot Katalóniában. Első férje Ponç de Perellós (–1426), Tous várura volt, akinek az anyja, Maria van Steenhoont, Bar Jolán aragóniai királyné udvarhölgyeként teljesített szolgálatot. Ebből a házasságából egy lánya született, Elfa de Perellós, aki unokatestvéréhez, Cardonai Hugóhoz (–1463), Bellpuig bárójához ment feleségül 1444-ben, és hat gyermekük született. 
Jolán Lujza másodszor Aragóniai Frigyes aragón és szicíliai trónkövetelőhöz, Ifjú Márton szicíliai király természetes fiához ment feleségül, de a házasságot titokban kötötték. Ebből a házasságból egy fia született, aki feltehetően meghalt a születése után nem sokkal, így férfi ágon nem folytatódott Idős Márton aragón király ága. 
Frigyes viszonyt kezdett Jolán Lujza húgával, Valentinával, és mivel Frigyes 1430-ban egy V. Alfonz aragóniai király elleni lázadás részese lett, amelyet elfojtottak, így a szerelmesek Kasztíliába menekültek, ahol végül Frigyes 1438-ban meghalt. Jolán Lujza többé nem ment férjhez, és hosszú évekig özvegyen élt, de mivel nagyon szép asszony volt, a katalán költő, Francesc Oliver hozzá intézte szerelmes verseit, és miatta követett el öngyilkosságot 1464-ben, három évvel Jolán Lujza halála előtt, aki 1467-ben halt meg Barcelonában, és a barcelonai Szent Klára kolostorban nyugszik.

## Gyermekei
- 1. férjétől, Ponç de Perellóstól (–1426), Tous várurától, 1 leány:
  - Elfa (–1495), Albi bárónője, férje a másodfokú unokatestvére, III. (Cardonai) Hugó (–1463), Bellpuig bárója, Ramon Folc de Cardona nápolyi alkirály nagybátyja, 6 gyermek:
    - Cardonai Maciana, férje Gaspar Joan de Josa, Madrona bárója
    - IV. (Cardonai) Hugó (–1514), Albi bárója, felesége Ballester Johanna, 1 leány:
      - Cardonai Johanna (–1560), Albi bárónője, férje Péter Lajos (–1540), Erill bárója, utódok

    - Cardonai N. (leány) (–1492 előtt)
    - Cardonai Acard (–1492 után)
    - Cardonai Paula (–1467 előtt)
    - Cardonai Eleonóra
- 2. férjétől, Frigyes (1400/02–1438) lunai gróftól, aragón és szicíliai trónkövetelőtől, 1 fiú:
  - N. (fiú) (megh. fiatalon)

## Külső hivatkozások
- l'Enciclopèdia catalana/Frederic d'Aragó i de Sicília (Hozzáférés: 2015. január 17.)
- Libro d'Oro della Nobilità Mediterranea/Bellonidi (Aragonesi) (Hozzáférés: 2015. január 17.)
- Foundation for Medieval Genealogy/Aragon Kings Genealogy (Hozzáférés: 2015. január 17.)
- Foundation for Medieval Genealogy/Catalonia (Hozzáférés: 2015. január 17.)
- Euweb/House of Barcelona/Aragon Kings Genealogy Archiválva 2018. október 5-i dátummal a Wayback Machine-ben (Hozzáférés: 2015. január 17.)
- Grandes de España/Conde de Cardona (Hozzáférés: 2015. január 17.)
- Dades dels Països Catalans/Violant Lluïsa de Mur i de Cardona Archiválva 2009. november 1-i dátummal a Wayback Machine-ben (Hozzáférés: 2015. január 17.)
- Enciclopèdia Catalana/Mur (Hozzáférés: 2015. január 17.)
- Castell de l'Albi (Hozzáférés: 2015. január 17.)
- Enciclopèdia Catalana/Acard de Mur i de Cervelló (Hozzáférés: 2015. január 17.)
- Enciclopèdia Catalana/baronia de l'Albi (Hozzáférés: 2015. január 17.)
- Turisme de l'Albi/Figuras históricas vinculadas a l'Albi (Hozzáférés: 2015. január 17.)
- Katherine M. Dimitroff: Unraveling Christ’s Passion: Archbishop Dalmau de Mur, Patron and Collector, and Franco-Flemis Tapestries in Fifteenth-Century Spain (Hozzáférés: 2015. január 17.)

| Előző Navarrai Blanka | Luna grófnéja 1426 után – 1431 | Következő [[]] |

| Előző Acard Pere de Mur | Albi bárónője 1415 – 1467 | Következő Perellósi Elfa |